# Chances
Chances is een Amerikaanse dramafilm uit 1931 onder regie van Allan Dwan. In Nederland werd de film destijds uitgebracht onder de titel In de draaikolk des levens.

## Verhaal
De broers Jack en Tom Ingleside zijn legerofficieren, die beiden verliefd zijn op Molly Prescott. Tom gelooft dat Molly op hem wacht, maar zij is eigenlijk verliefd op Jack. Ze brengen een periode samen door, maar dan moet Jack weer naar het front. Hij weet niet goed, wat hij moet vertellen aan zijn broer.

## Rolverdeling
| Acteur                | Personage         |
| --------------------- | ----------------- |
| Douglas Fairbanks jr. | Jack Ingleside    |
| Rose Hobart           | Molly Prescott    |
| Anthony Bushell       | Tom Ingleside     |
| Holmes Herbert        | Majoor Bradford   |
| Mary Forbes           | Mevrouw Ingleside |
| Tyrell Davis          | Archie            |
| Edmund Breon          | Generaal          |
| Harry Allen           | Soldaat Jones     |